# Aspilota hastata
Aspilota hastata är en stekelart som beskrevs av Per Abraham Roman 1925. Aspilota hastata ingår i släktet Aspilota och familjen bracksteklar. Inga underarter finns listade.